# Overijssel
Overĳssel (baix saxó: Oaveriessel) és una província del nord-est dels Països Baixos, amb capital a Zwolle. Es troba a l'est del país, fent frontera amb Alemanya i entre Drenthe al nord i Gelderland al sud. A l'oest limita amb l'IJsselmeer, el riu IJssel i els turons del Veluwe.

## Geografia
La província té un terreny sorrenc, trencat per petits rius, excepte al nord-oest, on predominen els pòlders. El seu territori correspon més o menys amb el de l'antiga Senyoria d'Overijssel, una de les Set Províncies Unides.
La seva superfície és de 3.421 km², incloent-hi un 3% d'aigua; on viuen 1.105.512 habitants (1 gen 2004), amb una densitat de població, 323 hab./km² pràcticament equivalent a la mitjana estatal. Enschede és la principal ciutat de la província, més grossa que la capital. Altres ciutats importants són Deventer, Almelo i Hengelo.

## Govern
El Comissari del Rei d'Overijssel és Andries Heidema. És el cap de l'executiu Gedeputeerde Staten i dels Estats Provincials (parlament) d'Overijssel, compostos de 47 diputats escollits cada quatre anys. Les últimes eleccions provincials es van dur a terme el 2023.
| Eleccions de 2023                               | Eleccions de 2023 | Eleccions de 2023 |   |
| Partit polític                                  | Vots en %         | Escons            |   |
| ----------------------------------------------- | ----------------- | ----------------- | - |
| Moviment Ciutadans-Pagesos                      | 31,3              | 17                |   |
| Crida Demòcrata Cristiana                       | 8,2               | 4                 |   |
| Partit Popular per la Llibertat i la Democràcia | 8,0               | 4                 |   |
| GroenLinks                                      | 7,6               | 4                 |   |
| Partit del Treball (Països Baixos)              | 6,7               | 3                 |   |
| Unió Cristiana (Països Baixos)                  | 5,9               | 3                 |   |
| Partit per la Llibertat (Països Baixos)         | 4,9               | 2                 |   |
| Partit Polític Reformat                         | 3,7               | 2                 |   |
| Demòcrates 66                                   | 3,6               | 2                 |   |
| JA21                                            | 3,5               | 2                 |   |
| Partit pels Animals                             | 3,5               | 1                 |   |
| VOLT                                            | 3,0               | 1                 |   |
| Partit Socialista (Països Baixos)               | 3,0               | 1                 |   |
| Fòrum per a la Democràcia                       | 2,9               | 1                 | - |
| Total                                           |                   | 47                |   |

## Municipis
| 1. Almelo 2. Borne 3. Dalfsen 4. Dinkelland 5. Deventer 6. Enschede 7. Haaksbergen 8. Hardenberg 9. Hellendoorn |  | 1. Hengelo 2. Hof van Twente 3. Kampen 4. Losser 5. Oldenzaal 6. Olst-Wijhe 7. Ommen 8. Raalte |  | 1. Rijssen-Holten 2. Staphorst 3. Steenwijkerland 4. Tubbergen 5. Twenterand 6. Wierden 7. Zwartewaterland 8. Zwolle |

## Galeria d'imatges

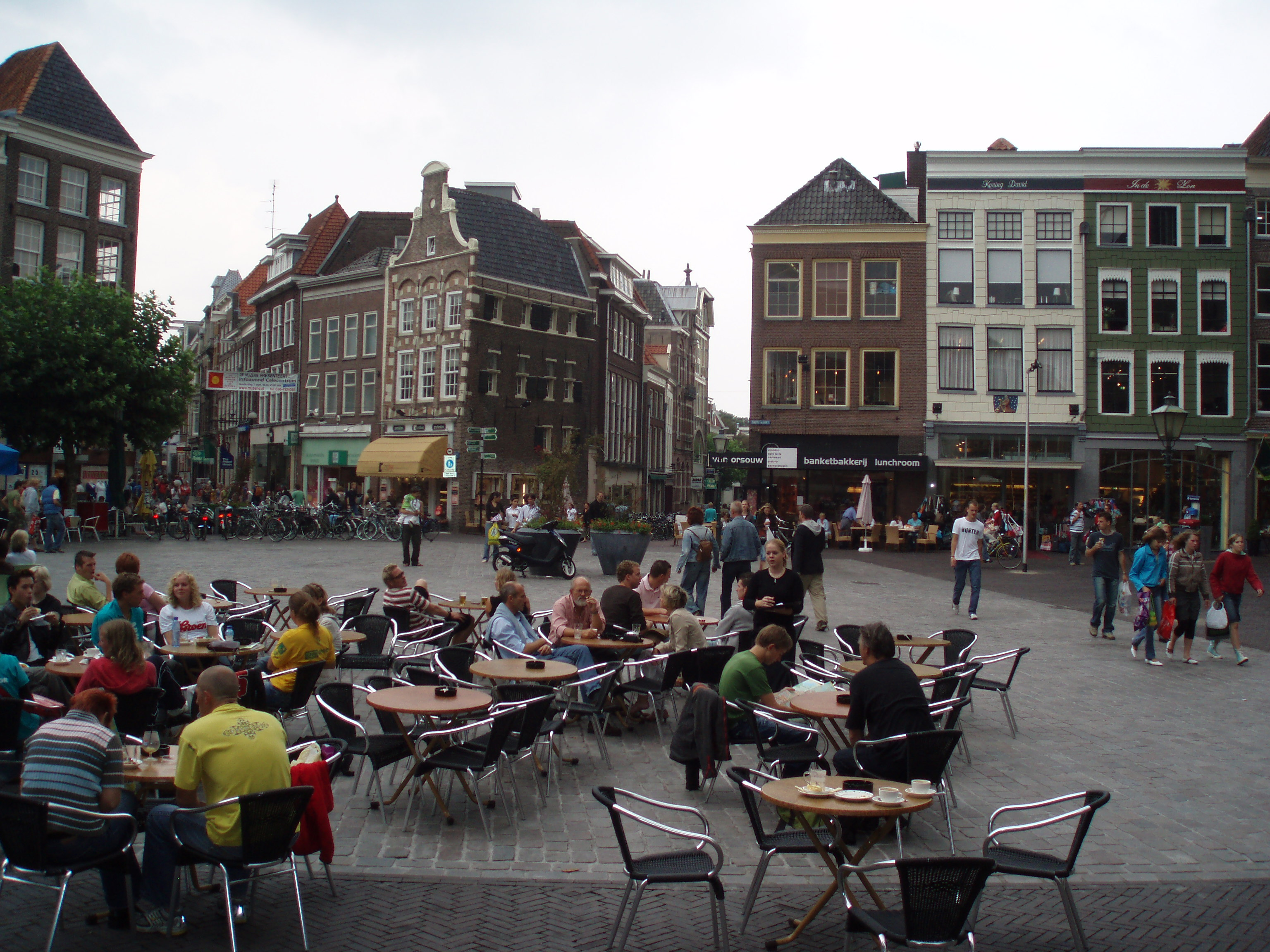
Gran mercat a Zwolle
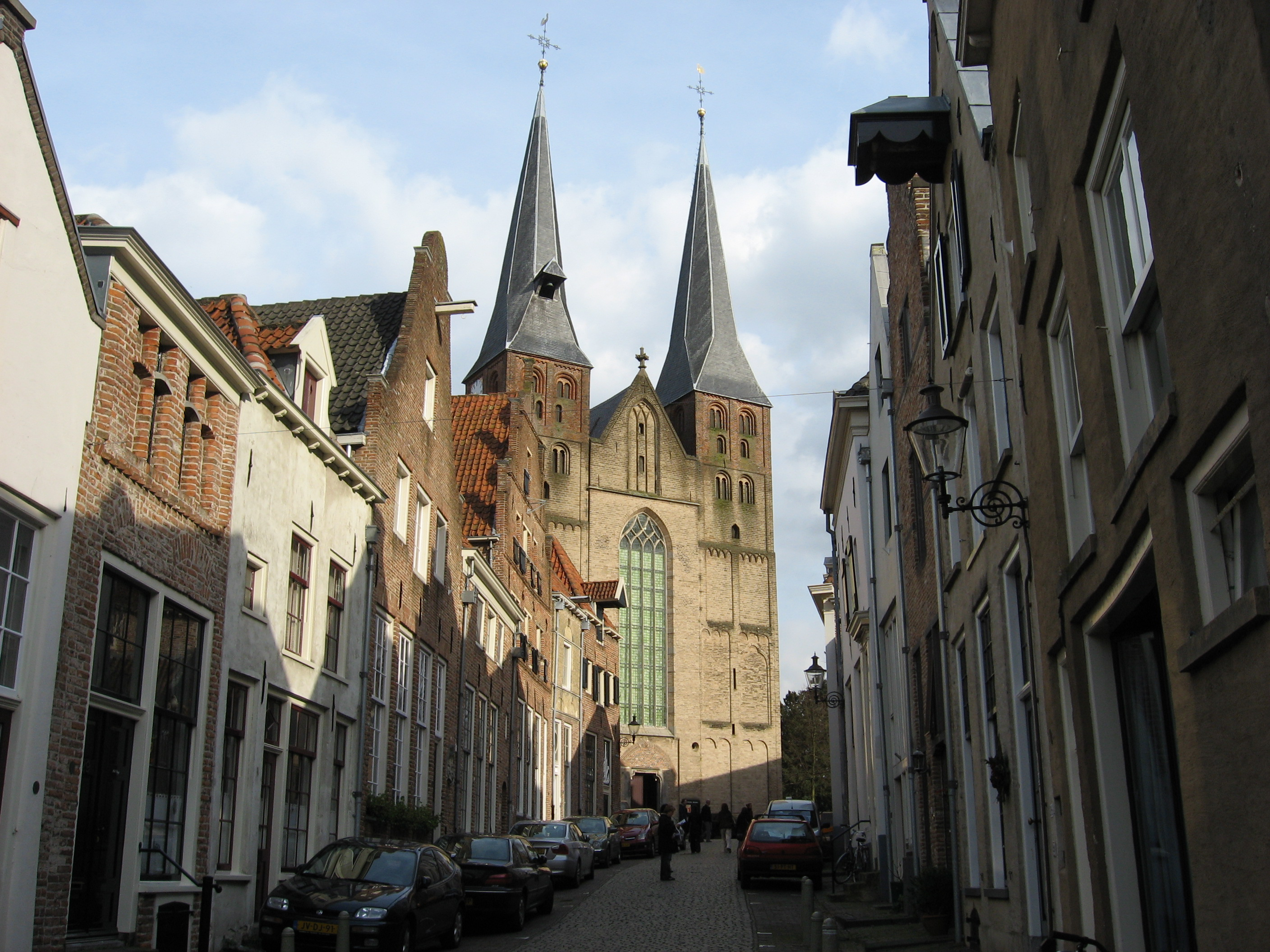
Deventer: l'església de Sint-Nicolaas- of Bergkerk
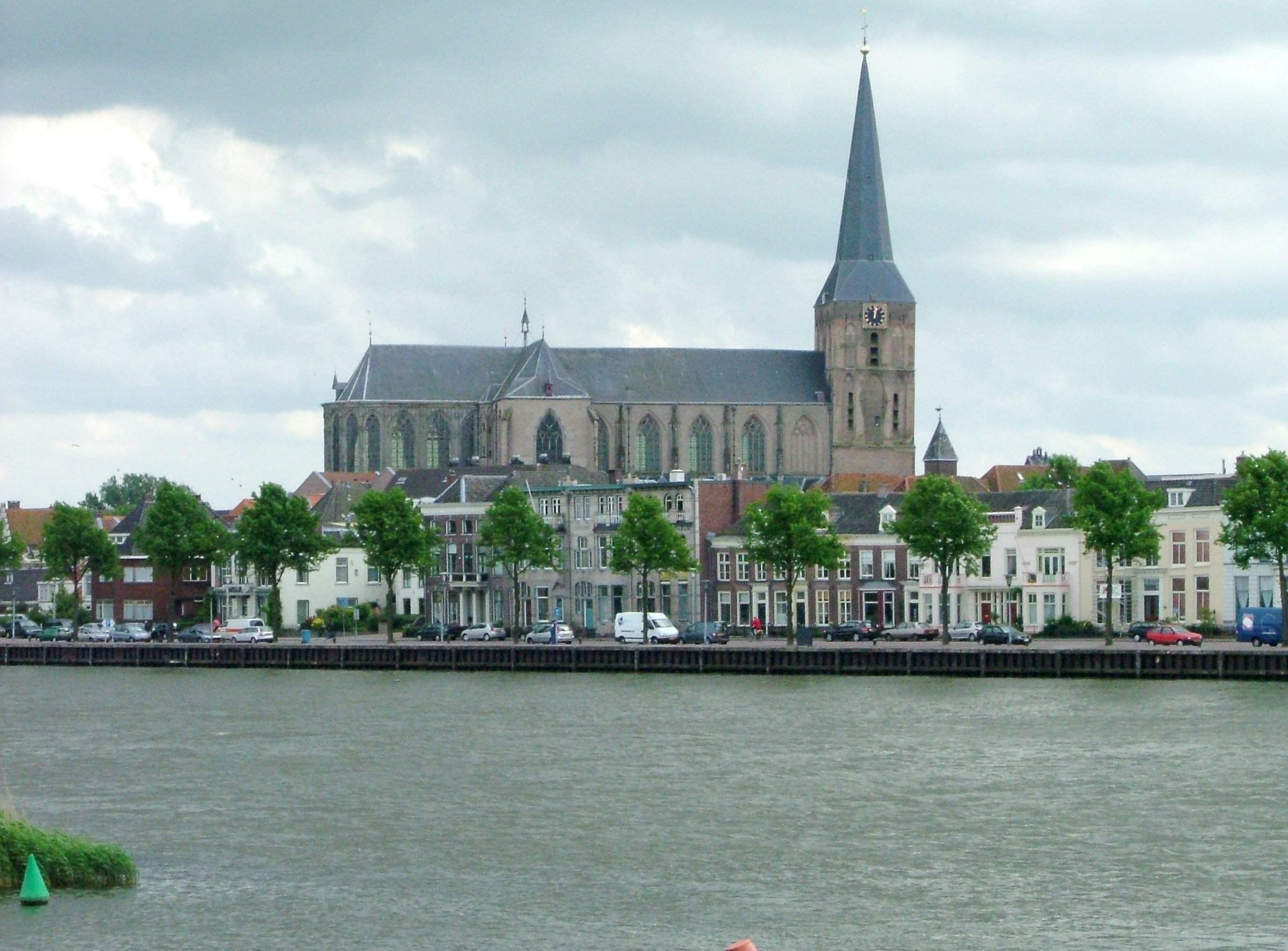
Kampen: Vista de la Bovenkerk i d'IJsselkade
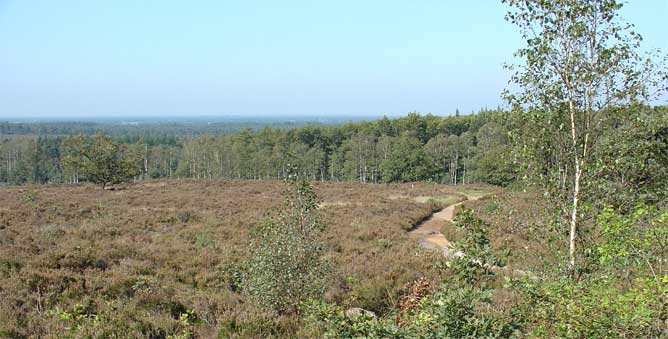
El Parc Nacional Sallandse Heuvelrug vora Nijverdal
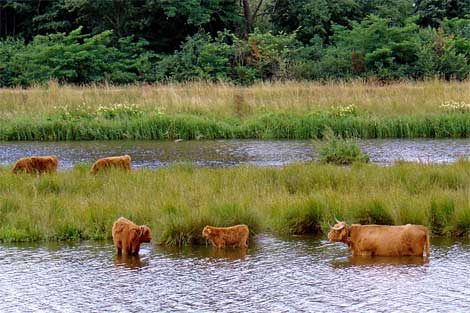
El Vecht prop de Hardenberg
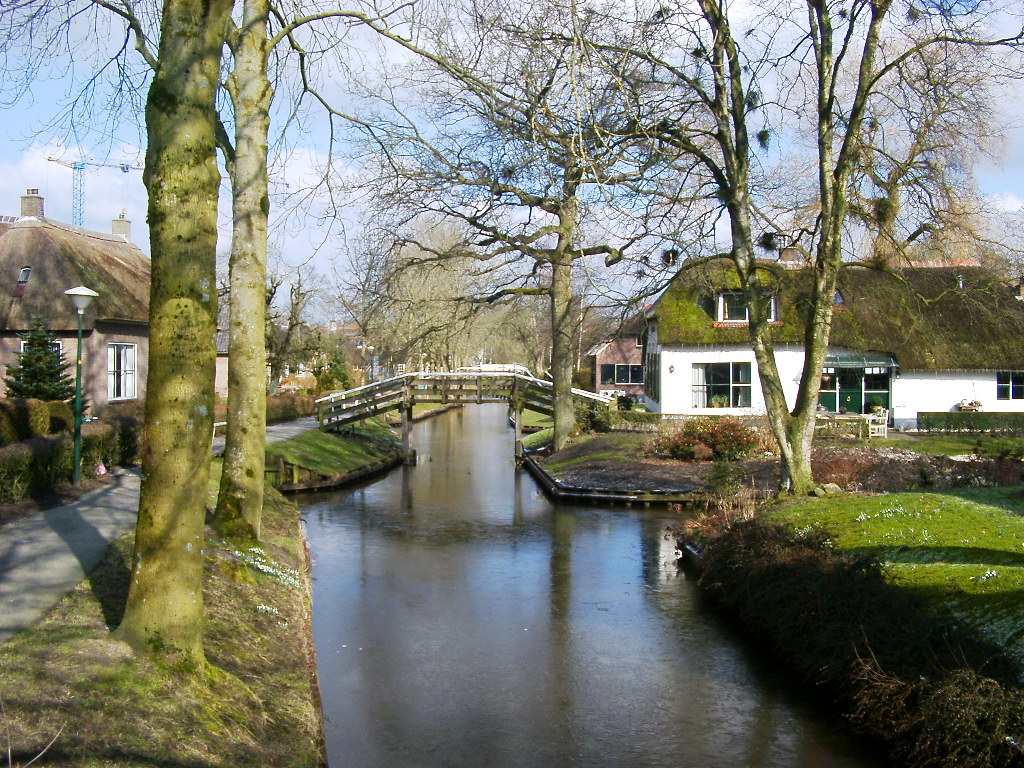
El canal a Giethoorn
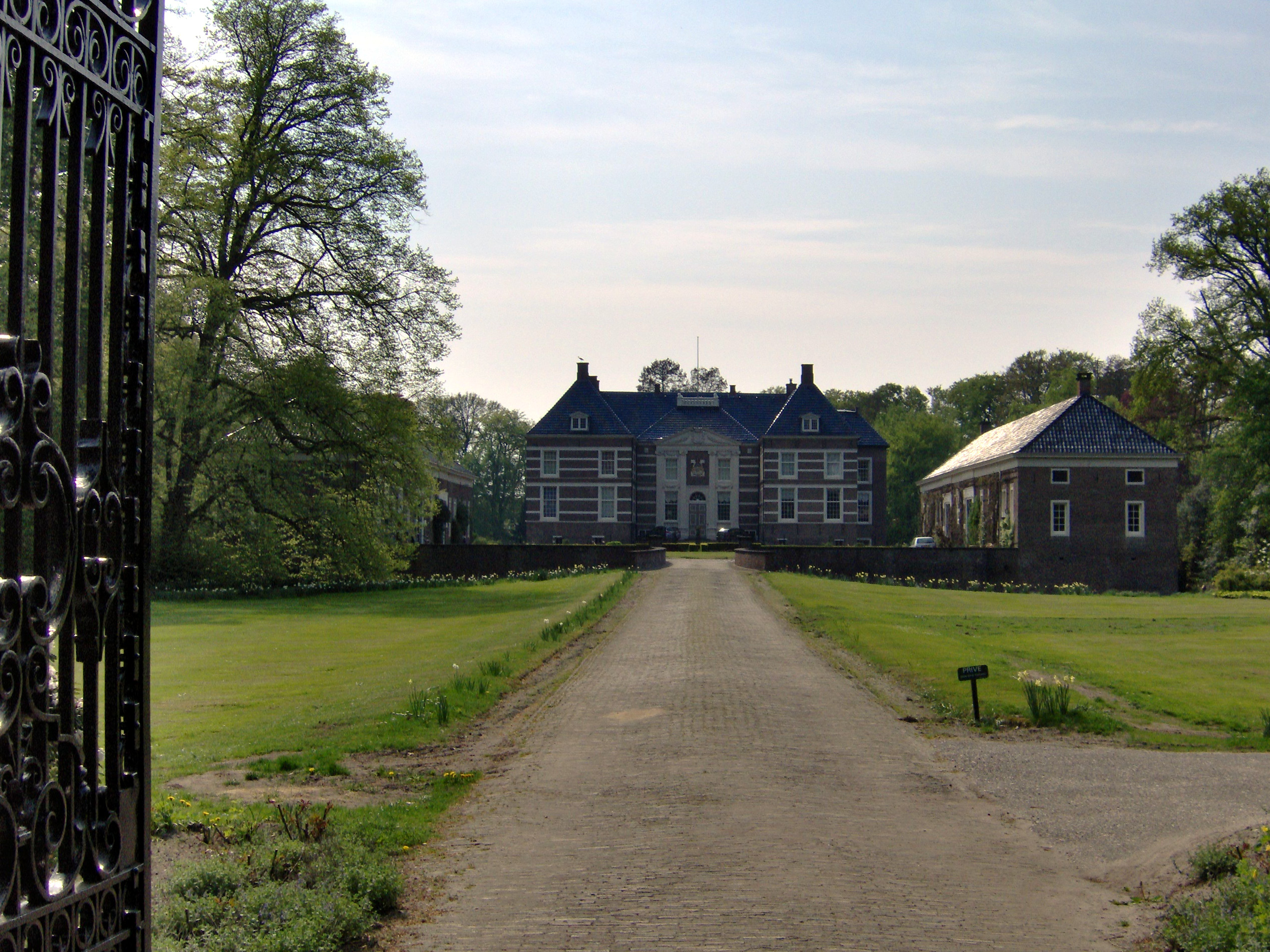
Huis Almelo
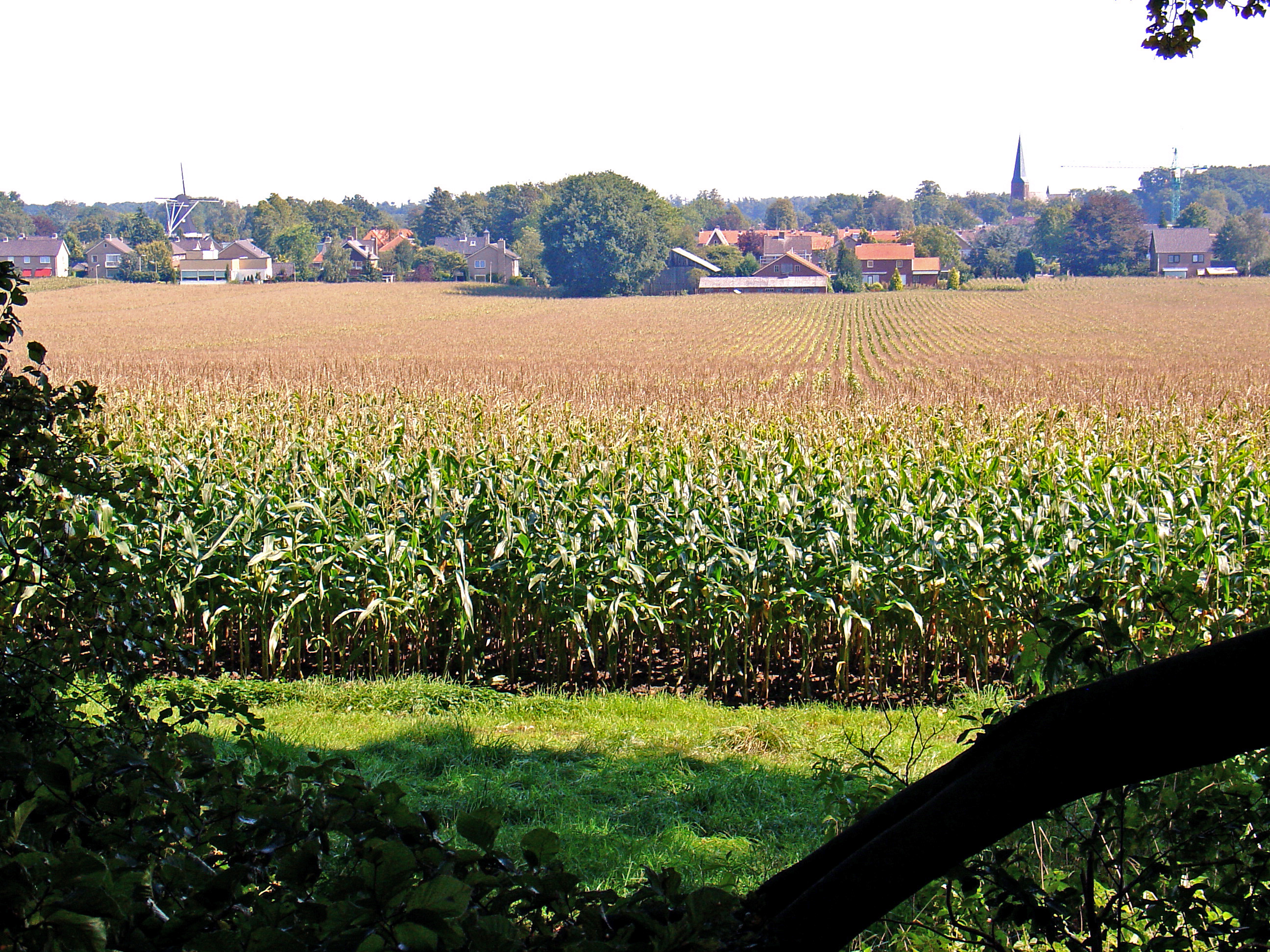
Vista de Hellendoorn
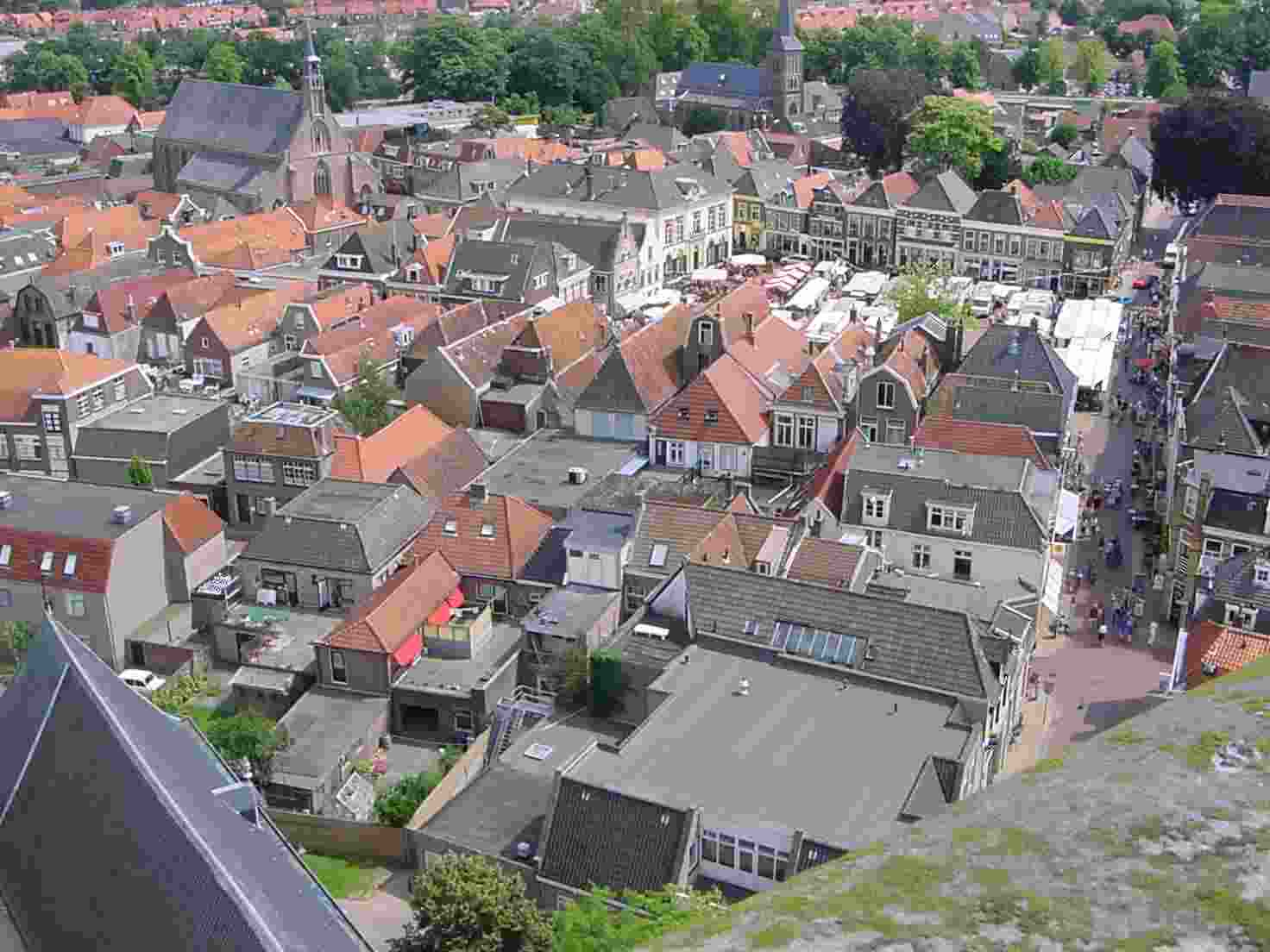
Vista del centre de Steenwijk, a la torre de Sint-Clemens
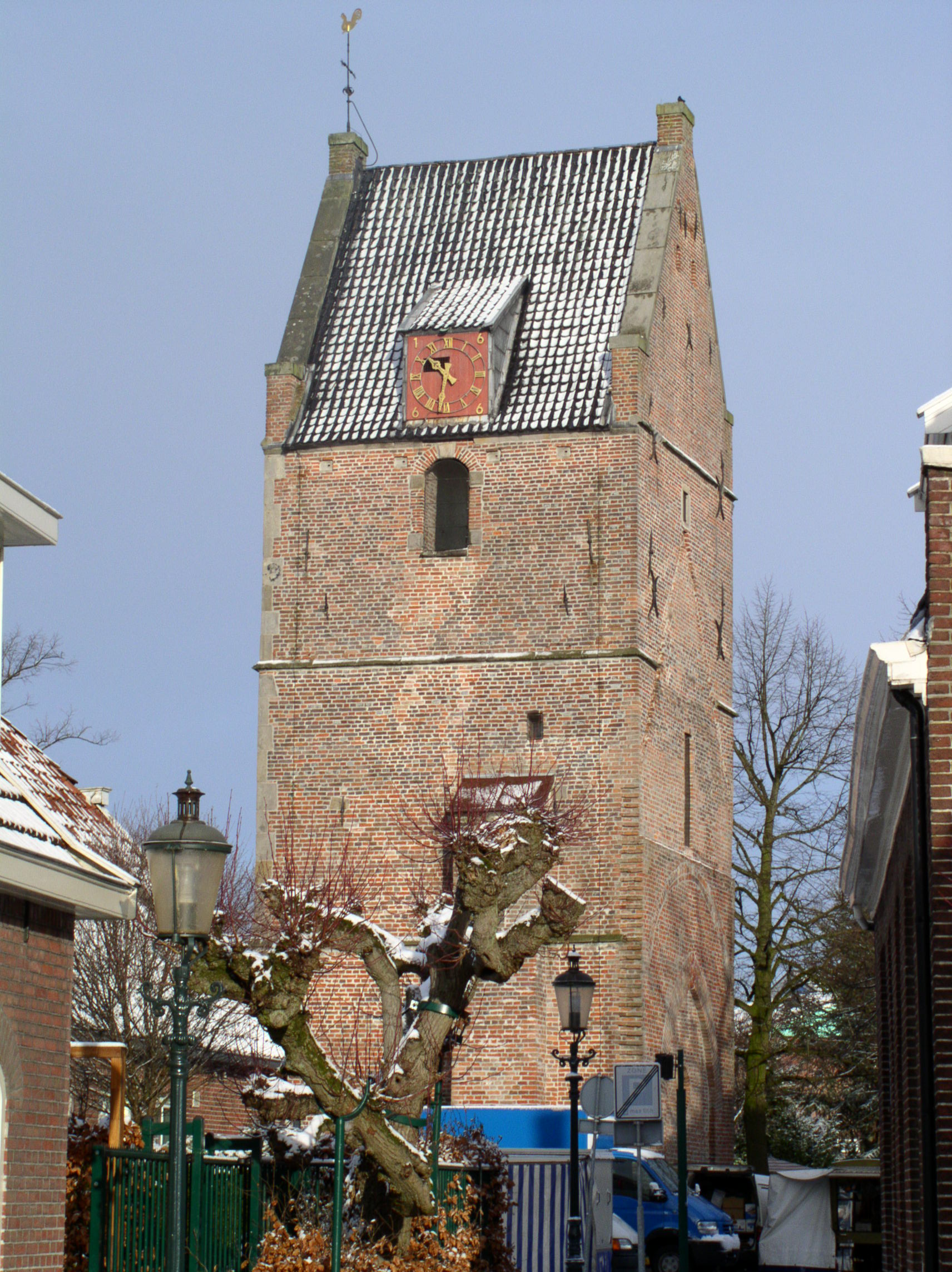
La torre de Martin a Losser
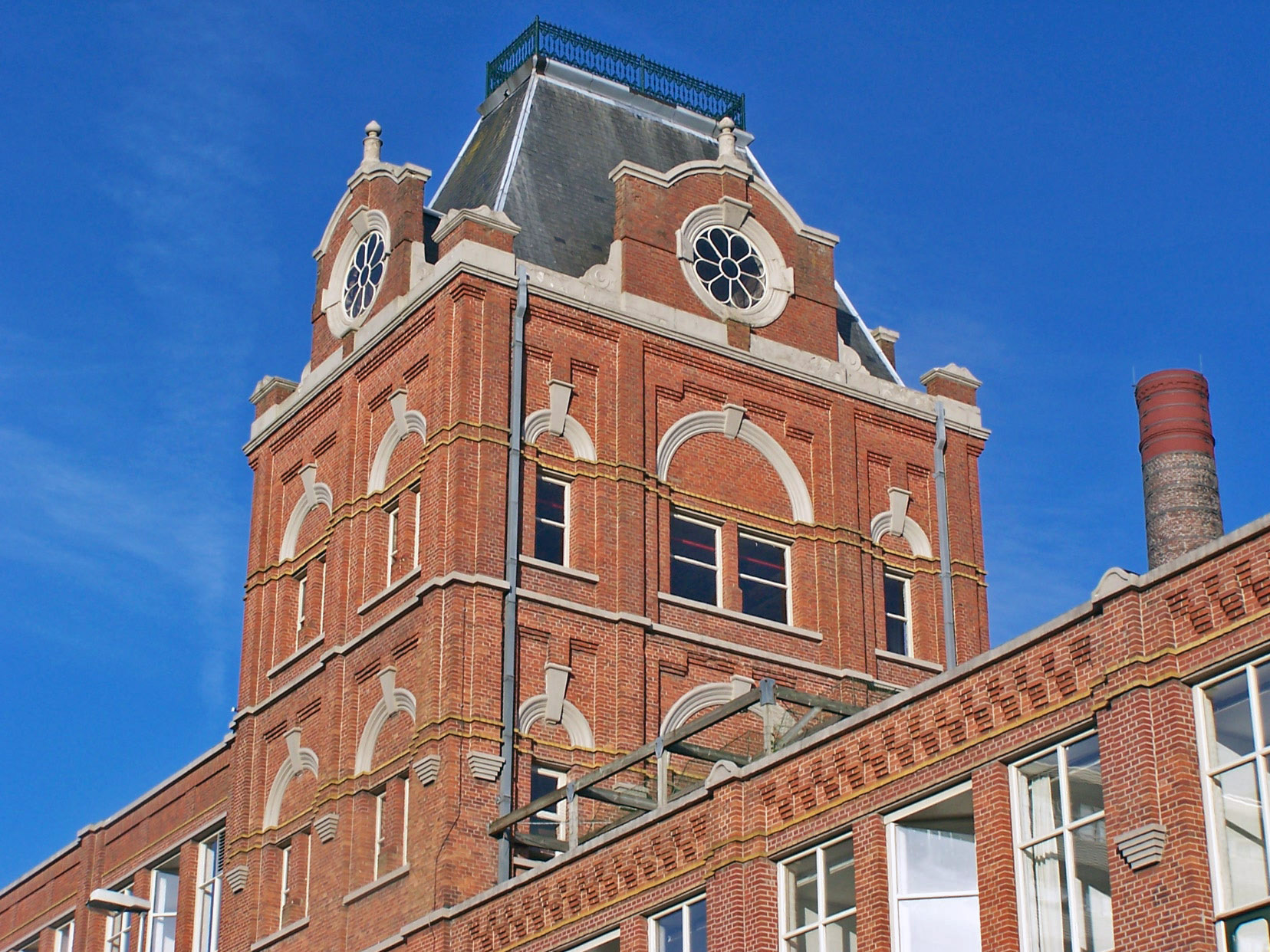
Enschede: La torre d'aigua de Jannink del 1900
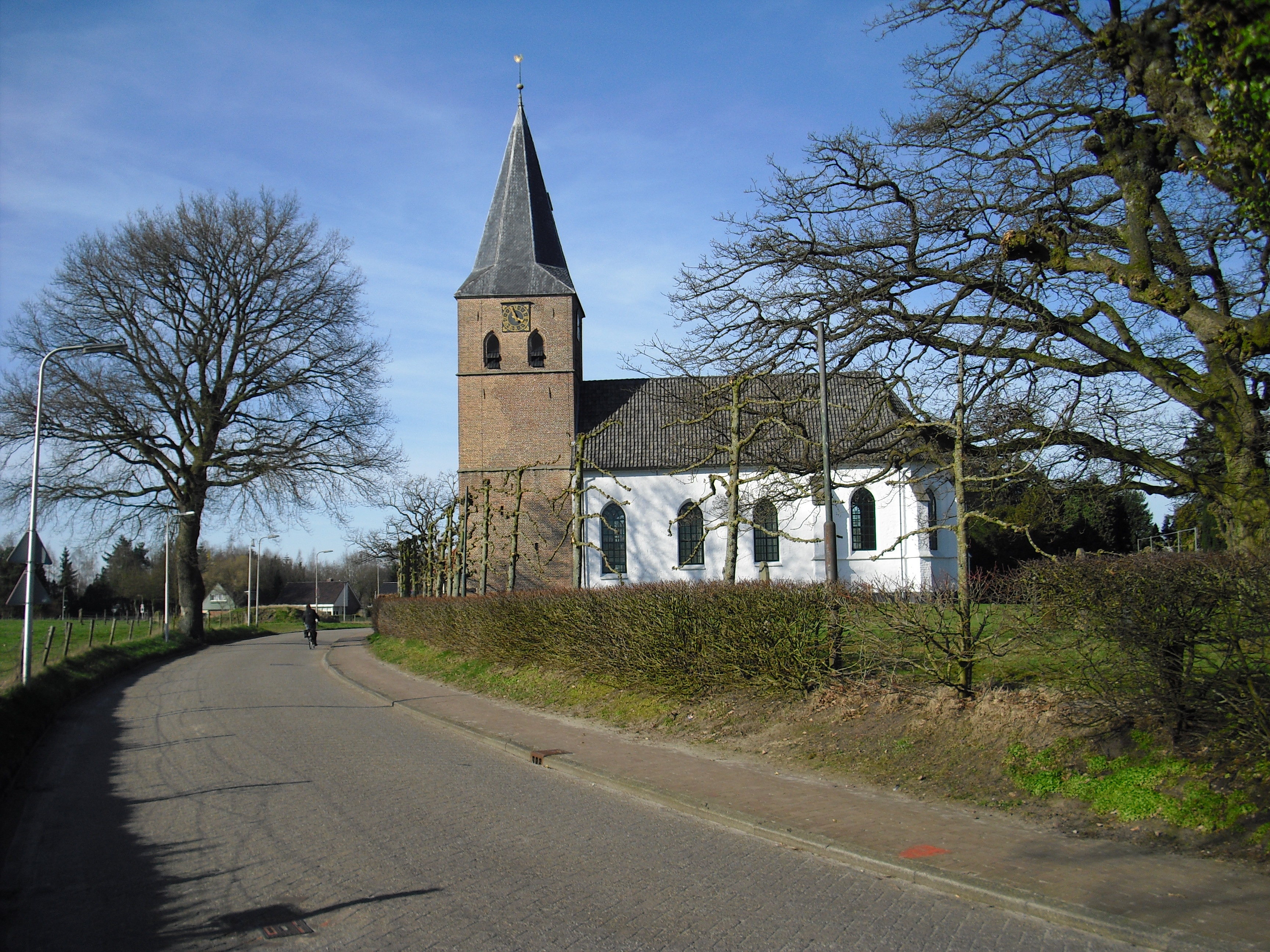
Heemse: Sint-Lambertuskerk del segle xiii
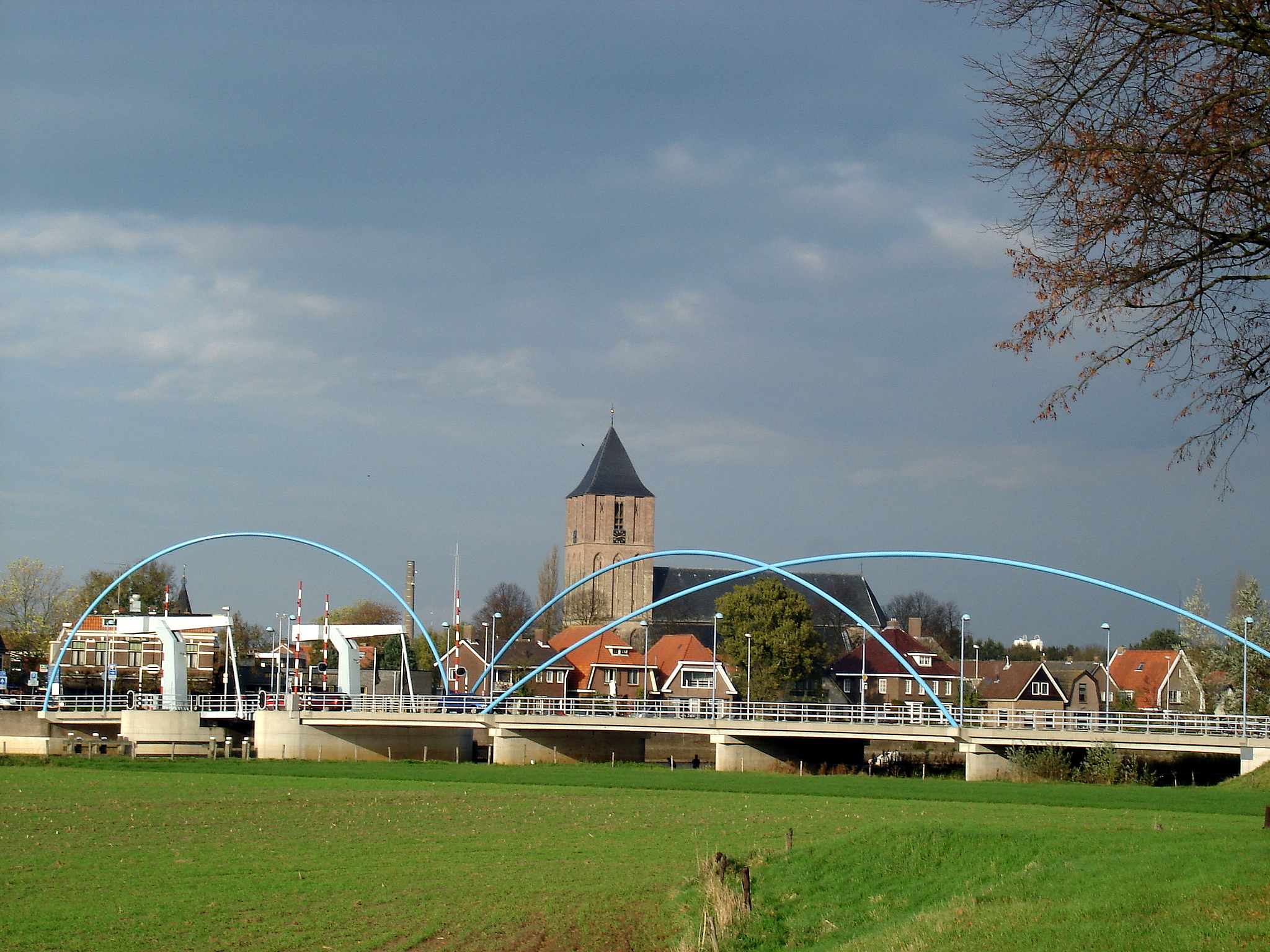
Vista de Dalfsen